# Christian Albert, Prinț de Hohenlohe-Langenburg
Christian Albrecht, Prinț de Hohenlohe-Langenburg (27 martie 1726 – 4 iulie 1789) a fost al doilea Prinț domnitor din Casa de Hohenlohe-Langenburg și general locotenent german.
Christian Albrecht a fost primul copil al lui Ludwig, Prinț de Hohenlohe-Langenburg și a contesei Eleonore de Nassau-Saarbrücken. La 7 ianuarie 1764, tatăl său a fost ridicat la rang de Prinț Imperial de împăratul Francisc I.

## Căsătorie și copii
La 13 mai 1761, el s-a căsătorit la Gedern cu Prințesa Caroline de Stolberg-Gedern (1731–1796), fiica Prințului Frederick Karl de Stolberg-Gedern. Cuplul a avut următorii copii:
- Karl Ludwig (n. 10 septembrie 1762 - d. 4 aprilie 1825); căsătorit cu contesa Amalia de Solms-Baruth
- Louise Eleonore (n. 11 august 1763 - d. 30 aprilie 1837); căsătorită cu Georg I, Duce de Saxa-Meiningen
- Gustav Adolf (n. 9 octombrie 1764 - d. 21 iulie 1796)
- Christine Caroline (n. 19 noiembrie 1765 - d. 6 decembrie 1768)
- Ludwig Wilhelm (n. 16 februarie 1767 - d. 17 decembrie 1768)
- Christian August (n. 15 March 1768 - d. 18 aprilie 1796)
- Auguste Karoline (n. 15 noiembrie 1769 - d. 30 iulie 1803)

1. 1 2 3 4 5  The Peerage